# 米特里達梯三世 (本都)

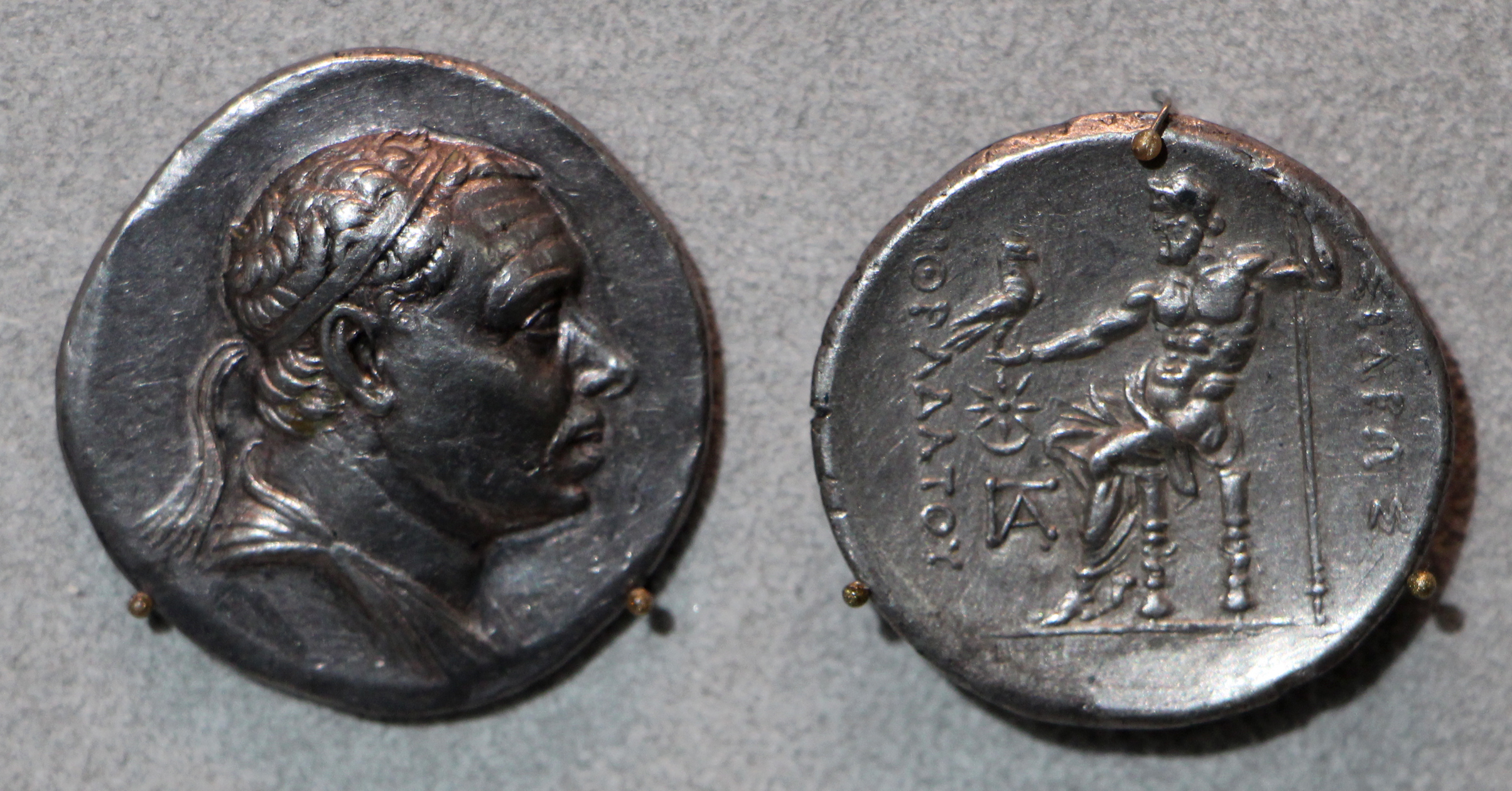
Tetradrachm di Mithridates III of Pontus

米特里達梯三世, 本都王國第四任國王，可能是米特里達梯二世的兒子。統治期間約在前220年－約前183年。
不清楚他在位時發生什麼事蹟，有些事件可能被古羅馬歷史學家阿庇安記錄下來，但需要在區別確認，因為他和許多後繼君主都叫米特里達梯。
| 前任： 米特里達梯二世 | 本都國王 約前220年－約前183年 | 繼任： 法爾奈克一世 |